# Klasa okręgowa (2022/2023)/Województwa podkarpackie, podlaskie, pomorskie i śląskie

## Województwo podkarpackie

### Grupa Dębica

#### Drużyny
| Uczestnicy poprzedniej edycji                                                                                 | Uczestnicy poprzedniej edycji | Uczestnicy poprzedniej edycji | Uczestnicy poprzedniej edycji |
| --- | ----------------------------- | ----------------------------- | ----------------------------- |
| CPU | Chemik Pustków                | 2                             |                               |
| VCZ | Victoria Czermin              | 3                             |                               |
| RRW | Radomyślanka Radomyśl Wielki  | 4                             |                               |
| KO2 | Sokół II Kolbuszowa Dolna     | 5                             |                               |
| DĘ2 | Wisłoka II Dębica             | 61                            |                               |
| KGO | Kamieniarz Golemki            | 7                             |                               |
| PWP | Piast Wolica Piaskowa         | 8                             |                               |
| CCZ | Czarnovia Czarna              | 9                             |                               |
| SMI | Smoczanka Mielec              | 10                            |                               |
| SOK | Sokis Chorzelów               | 11                            |                               |
| Spadek z IV ligi 2021/2022                                                                                    |                               |                               |                               |
| grupa podkarpacka                                                                                             |                               |                               |                               |
| ROP | Błękitni Ropczyce             | 15                            |                               |
| CZT | Czarni Trześń                 | 20                            |                               |
| Awans z klasy A 2021/2022                                                                                     |                               |                               |                               |
| grupa Dębica                                                                                                  |                               |                               |                               |
| LPU | LKS Pustków                   | 1                             |                               |
| LŻY | LKS Żyraków                   | 2                             |                               |
| grupa Rzeszów III                                                                                             |                               |                               |                               |
| BSI | Błękitni Siedlanka            | 1                             |                               |
| OOB | Ostrovia Ostrowy Baranowskie  | 2                             |                               |
| Oznaczenia: - kolumna pierwsza – skróty nazw drużyn, - kolumna trzecia – miejsce zajęte w poprzednim sezonie. |                               |                               |                               |

Objaśnienia:
1. Wisłoka II Dębica wycofała się po rundzie jesiennej.

#### Tabela
| Lp. | Drużyna                          | M  | Z  | R | P  | Bramki | Bramki | Różn. | Pkt | Uwagi                       | Bezpośrednio |
| --- | -------------------------------- | -- | -- | - | -- | ------ | ------ | ----- | --- | --------------------------- | ------------ |
| 1   | Błękitni Ropczyce (M) (A)        | 30 | 24 | 3 | 3  | 134    | 43     | +91   | 75  | Awans do IV ligi            |              |
| 2   | Victoria Czermin                 | 30 | 21 | 5 | 4  | 95     | 34     | +61   | 68  |                             |              |
| 3   | Radomyślanka Radomyśl Wielki     | 30 | 18 | 5 | 7  | 73     | 41     | +32   | 59  |                             |              |
| 4   | Sokół II Kolbuszowa Dolna        | 30 | 16 | 3 | 11 | 83     | 70     | +13   | 51  |                             |              |
| 5   | Chemik Pustków                   | 30 | 14 | 6 | 10 | 67     | 52     | +15   | 48  |                             |              |
| 6   | Piast Wolica Piaskowa            | 30 | 14 | 2 | 14 | 65     | 70     | −5    | 44  |                             |              |
| 7   | Kamieniarz Golemki               | 30 | 13 | 3 | 14 | 71     | 71     | 0     | 42  |                             |              |
| 8   | LKS Żyraków                      | 30 | 12 | 5 | 13 | 58     | 55     | +3    | 41  | LŻY – CCZ 2:1 CCZ – LŻY 2:1 |              |
| 9   | Czarnovia Czarna                 | 30 | 12 | 5 | 13 | 59     | 71     | −12   | 41  | LŻY – CCZ 2:1 CCZ – LŻY 2:1 |              |
| 10  | Smoczanka Mielec                 | 30 | 11 | 5 | 14 | 51     | 57     | −6    | 38  | SMI – LPU 4:1 LPU – SMI 1:1 |              |
| 11  | LKS Pustków                      | 30 | 12 | 2 | 16 | 59     | 63     | −4    | 38  | SMI – LPU 4:1 LPU – SMI 1:1 |              |
| 12  | Czarni Trześń                    | 30 | 10 | 7 | 13 | 57     | 62     | −5    | 37  |                             |              |
| 13  | Sokis Chorzelów (S)              | 30 | 10 | 5 | 15 | 42     | 61     | −19   | 35  | Spadek do klasy A           |              |
| 14  | Błękitni Siedlanka (S)           | 30 | 8  | 3 | 19 | 62     | 109    | −47   | 27  | Spadek do klasy A           |              |
| 15  | Ostrovia Ostrowy Baranowskie (S) | 30 | 5  | 5 | 20 | 35     | 108    | −73   | 20  | Spadek do klasy A           |              |
| 16  | Wisłoka II Dębica1               | 30 | 7  | 2 | 21 | 24     | 68     | −44   | 23  | Drużyna wycofana            |              |

### Grupa Jarosław

#### Drużyny
| Uczestnicy poprzedniej edycji                                                                                 | Uczestnicy poprzedniej edycji | Uczestnicy poprzedniej edycji | Uczestnicy poprzedniej edycji |
| --- | ----------------------------- | ----------------------------- | ----------------------------- |
| PSL | Pogoń-Sokół Lubaczów          | 2                             |                               |
| PMO | Płomień Morawsko              | 3                             |                               |
| SAN | Santos Piwoda                 | 4                             |                               |
| PUR | Promyk Urzejowice             | 5                             |                               |
| SGO | San Gorzyce                   | 6                             |                               |
| PRU | Start Pruchnik                | 7                             |                               |
| OTO | Orzeł Torki                   | 8                             |                               |
| HUR | Huragan Gniewczyna            | 9                             |                               |
| SLJ | Start Lisie Jamy              | 10                            |                               |
| Spadek z IV ligi 2021/2022                                                                                    |                               |                               |                               |
| grupa podkarpacka                                                                                             |                               |                               |                               |
| PTU | Piast Tuczempy                | 16                            |                               |
| OPR | Orzeł Przeworsk               | 17                            |                               |
| KAŃ | MKS Kańczuga                  | 19                            |                               |
| Awans z klasy A 2021/2022                                                                                     |                               |                               |                               |
| grupa Jarosław                                                                                                |                               |                               |                               |
| HET | Hetman Laszki                 | 1                             |                               |
| grupa Lubaczów                                                                                                |                               |                               |                               |
| ZHY | Zdrój Horyniec                | 1                             |                               |
| grupa Przemyśl                                                                                                |                               |                               |                               |
| BCK | Biało-Czerwoni Kaszyce        | 1                             |                               |
| grupa Przeworsk                                                                                               |                               |                               |                               |
| GOG | Gorliczanka Gorliczyna        | 1                             |                               |
| Oznaczenia: - kolumna pierwsza – skróty nazw drużyn, - kolumna trzecia – miejsce zajęte w poprzednim sezonie. |                               |                               |                               |

#### Tabela
| Lp. | Drużyna                      | M  | Z  | R  | P  | Bramki | Bramki | Różn. | Pkt | Uwagi                       | Bezpośrednio      |
| --- | ---------------------------- | -- | -- | -- | -- | ------ | ------ | ----- | --- | --------------------------- | ----------------- |
| 1   | Pogoń-Sokół Lubaczów (M) (A) | 30 | 29 | 0  | 1  | 107    | 21     | +86   | 87  | Awans do IV ligi            |                   |
| 2   | Orzeł Przeworsk              | 30 | 20 | 7  | 3  | 85     | 33     | +52   | 67  |                             |                   |
| 3   | Piast Tuczempy               | 30 | 15 | 5  | 10 | 56     | 27     | +29   | 50  |                             |                   |
| 4   | Gorliczanka Gorliczyna       | 30 | 13 | 9  | 8  | 54     | 49     | +5    | 48  |                             |                   |
| 5   | Płomień Morawsko             | 30 | 13 | 6  | 11 | 63     | 50     | +13   | 45  |                             |                   |
| 6   | Santos Piwoda                | 30 | 12 | 5  | 13 | 50     | 57     | −7    | 41  |                             |                   |
| 7   | San Gorzyce                  | 30 | 11 | 7  | 12 | 60     | 83     | −23   | 40  |                             |                   |
| 8   | Promyk Urzejowice            | 30 | 11 | 6  | 13 | 58     | 58     | 0     | 39  | PUR – SLJ 4:1 SLJ – PUR 0:7 |                   |
| 9   | Start Lisie Jamy             | 30 | 10 | 9  | 11 | 53     | 66     | −13   | 39  | PUR – SLJ 4:1 SLJ – PUR 0:7 |                   |
| 10  | Biało-Czerwoni Kaszyce       | 30 | 10 | 7  | 13 | 47     | 57     | −10   | 37  |                             |                   |
| 11  | Start Pruchnik               | 30 | 9  | 9  | 12 | 53     | 49     | +4    | 36  | PRU – OTO 0:1 OTO – PRU 0:1 |                   |
| 12  | Orzeł Torki (S)              | 30 | 9  | 9  | 12 | 51     | 67     | −16   | 36  | PRU – OTO 0:1 OTO – PRU 0:1 | Spadek do klasy A |
| 13  | Hetman Laszki (S)            | 30 | 7  | 10 | 13 | 46     | 52     | −6    | 31  |                             | Spadek do klasy A |
| 14  | Zdrój Horyniec (S)           | 30 | 7  | 5  | 18 | 46     | 73     | −27   | 26  |                             | Spadek do klasy A |
| 15  | MKS Kańczuga (S)             | 30 | 6  | 6  | 18 | 37     | 66     | −29   | 24  |                             | Spadek do klasy A |
| 16  | Huragan Gniewczyna (S)       | 30 | 5  | 6  | 19 | 33     | 91     | −58   | 21  |                             | Spadek do klasy A |

### Grupa Krosno

#### Drużyny
| Uczestnicy poprzedniej edycji                                                                                 | Uczestnicy poprzedniej edycji | Uczestnicy poprzedniej edycji | Uczestnicy poprzedniej edycji |
| --- | ----------------------------- | ----------------------------- | ----------------------------- |
| STR | Start Rymanów                 | 2                             |                               |
| CJA | Czarni 1910 Jasło             | 3                             |                               |
| ZOD | Zamczysko Odrzykoń            | 4                             |                               |
| BES | Przełom Besko                 | 5                             |                               |
| NAF | Nafta Jedlicze                | 6                             |                               |
| PAT | Partyzant Targowiska          | 7                             |                               |
| TEM | Tempo Nienaszów               | 8                             |                               |
| MKR | Markiewicza Krosno            | 9                             |                               |
| DUK | Przełęcz Dukla                | 10                            |                               |
| ZAM | Zamczysko Mrukowa             | 11                            |                               |
| CJP | Cisy Jabłonica Polska         | 12                            |                               |
| Spadek z IV ligi 2021/2022                                                                                    |                               |                               |                               |
| grupa podkarpacka                                                                                             |                               |                               |                               |
| ESA | Geo-Eko Ekoball Stal Sanok    | 13                            |                               |
| BUD | Bieszczady Ustrzyki Dolne     | 18                            |                               |
| Awans z klasy A 2021/2022                                                                                     |                               |                               |                               |
| grupa Krosno I                                                                                                |                               |                               |                               |
| BBU | Bukowianka Bukowsko           | 1                             |                               |
| grupa Krosno II                                                                                               |                               |                               |                               |
| LGÓ | LKS Górki                     | 1                             |                               |
| grupa Krosno III                                                                                              |                               |                               |                               |
| LCZ | LKS Czeluśnica                | 1                             |                               |
| Oznaczenia: - kolumna pierwsza – skróty nazw drużyn, - kolumna trzecia – miejsce zajęte w poprzednim sezonie. |                               |                               |                               |

#### Tabela
| Lp. | Drużyna                            | M  | Z  | R | P  | Bramki | Bramki | Różn. | Pkt | Uwagi                       | Bezpośrednio |
| --- | ---------------------------------- | -- | -- | - | -- | ------ | ------ | ----- | --- | --------------------------- | ------------ |
| 1   | Geo-Eko Ekoball Stal Sanok (M) (A) | 30 | 28 | 2 | 0  | 108    | 12     | +96   | 86  | Awans do IV ligi            |              |
| 2   | Start Rymanów                      | 30 | 26 | 1 | 3  | 134    | 31     | +103  | 79  |                             |              |
| 3   | Bieszczady Ustrzyki Dolne          | 30 | 18 | 4 | 8  | 64     | 28     | +36   | 58  |                             |              |
| 4   | LKS Czeluśnica                     | 30 | 18 | 3 | 9  | 72     | 38     | +34   | 57  |                             |              |
| 5   | Partyzant Targowiska               | 30 | 13 | 8 | 9  | 51     | 47     | +4    | 47  |                             |              |
| 6   | Czarni 1910 Jasło                  | 30 | 12 | 8 | 10 | 53     | 46     | +7    | 44  |                             |              |
| 7   | Zamczysko Mrukowa                  | 30 | 11 | 6 | 13 | 42     | 58     | −16   | 39  | ZAM – BES 0:1 BES – ZAM 0:2 |              |
| 8   | Przełom Besko                      | 30 | 11 | 6 | 13 | 43     | 57     | −14   | 39  | ZAM – BES 0:1 BES – ZAM 0:2 |              |
| 9   | Przełęcz Dukla                     | 30 | 10 | 5 | 15 | 56     | 58     | −2    | 35  |                             |              |
| 10  | Tempo Nienaszów                    | 30 | 8  | 9 | 13 | 42     | 64     | −22   | 33  |                             |              |
| 11  | Nafta Jedlicze                     | 30 | 9  | 5 | 16 | 36     | 66     | −30   | 32  |                             |              |
| 12  | Markiewicza Krosno                 | 30 | 7  | 9 | 14 | 41     | 75     | −34   | 30  |                             |              |
| 13  | Zamczysko Odrzykoń                 | 30 | 8  | 4 | 18 | 31     | 61     | −30   | 28  |                             |              |
| 14  | LKS Górki (S)                      | 30 | 8  | 3 | 19 | 40     | 74     | −34   | 27  | Spadek do klasy A           |              |
| 15  | Cisy Jabłonica Polska (S)          | 30 | 6  | 6 | 18 | 39     | 78     | −39   | 24  | Spadek do klasy A           |              |
| 16  | Bukowianka Bukowsko (S)            | 30 | 7  | 1 | 22 | 27     | 86     | −59   | 22  | Spadek do klasy A           |              |

### Grupa Rzeszów

#### Drużyny
| Uczestnicy poprzedniej edycji                                                                                 | Uczestnicy poprzedniej edycji  | Uczestnicy poprzedniej edycji | Uczestnicy poprzedniej edycji |
| --- | ------------------------------ | ----------------------------- | ----------------------------- |
| STY | Strug Tyczyn                   | 2                             |                               |
| WRA | Włókniarz Rakszawa             | 3                             |                               |
| SSM | Sokół Sokołów Małopolski       | 4                             |                               |
| ZAC | KS Zaczernie                   | 5                             |                               |
| BBŁ | Błażowianka Błażowa            | 6                             |                               |
| KSP | KS Przybyszówka                | 7                             |                               |
| MAL | Strumyk Malawa                 | 8                             |                               |
| RE2 | Resovia II                     | 9                             |                               |
| SON | Sawa Sonina                    | 10                            |                               |
| JNI | Jedność Niechobrz              | 11                            |                               |
| OWN | Orzeł Wólka Niedźwiedzka       | 12                            |                               |
| WDA | Wola Dalsza                    | 13                            |                               |
| Awans z klasy A 2021/2022                                                                                     |                                |                               |                               |
| grupa Rzeszów I                                                                                               |                                |                               |                               |
| IZG | Iskra Zgłobień                 | 1                             |                               |
| PLA | Plantator Nienadówka           | 2                             |                               |
| grupa Rzeszów II                                                                                              |                                |                               |                               |
| GGD | Grodziszczanka Grodzisko Dolne | 1                             |                               |
| LWP | Leśna Wólka Podleśna           | 2                             |                               |
| Oznaczenia: - kolumna pierwsza – skróty nazw drużyn, - kolumna trzecia – miejsce zajęte w poprzednim sezonie. |                                |                               |                               |

#### Tabela
| Lp. | Drużyna                        | M  | Z  | R | P  | Bramki | Bramki | Różn. | Pkt | Uwagi                                                         | Bezpośrednio |
| --- | ------------------------------ | -- | -- | - | -- | ------ | ------ | ----- | --- | ------------------------------------------------------------- | ------------ |
| 1   | Resovia II (M) (A)             | 30 | 24 | 2 | 4  | 112    | 22     | +90   | 74  | Awans do IV ligi                                              |              |
| 2   | Strug Tyczyn                   | 30 | 23 | 4 | 3  | 96     | 31     | +65   | 73  |                                                               |              |
| 3   | KS Zaczernie                   | 30 | 16 | 8 | 6  | 68     | 40     | +28   | 56  |                                                               |              |
| 4   | Błażowianka Błażowa            | 30 | 16 | 4 | 10 | 60     | 38     | +22   | 52  |                                                               |              |
| 5   | Strumyk Malawa                 | 30 | 15 | 5 | 10 | 67     | 50     | +17   | 50  |                                                               |              |
| 6   | Włókniarz Rakszawa             | 30 | 14 | 6 | 10 | 71     | 46     | +25   | 48  |                                                               |              |
| 7   | Sokół Sokołów Małopolski       | 30 | 13 | 6 | 11 | 51     | 54     | −3    | 45  |                                                               |              |
| 8   | Iskra Zgłobień                 | 30 | 12 | 7 | 11 | 65     | 66     | −1    | 43  |                                                               |              |
| 9   | Jedność Niechobrz              | 30 | 12 | 6 | 12 | 53     | 52     | +1    | 42  |                                                               |              |
| 10  | Leśna Wólka Podleśna           | 30 | 11 | 1 | 18 | 49     | 71     | −22   | 34  | LWP: 9 pkt, różn. +4 SON: 4 pkt, różn. 0 KSP: 4 pkt, różn. -4 |              |
| 11  | Sawa Sonina                    | 30 | 10 | 4 | 16 | 36     | 63     | −27   | 34  | LWP: 9 pkt, różn. +4 SON: 4 pkt, różn. 0 KSP: 4 pkt, różn. -4 |              |
| 12  | KS Przybyszówka                | 30 | 10 | 4 | 16 | 56     | 82     | −26   | 34  | LWP: 9 pkt, różn. +4 SON: 4 pkt, różn. 0 KSP: 4 pkt, różn. -4 |              |
| 13  | Grodziszczanka Grodzisko Dolne | 30 | 9  | 4 | 17 | 51     | 88     | −37   | 31  |                                                               |              |
| 14  | Orzeł Wólka Niedźwiedzka (S)   | 29 | 6  | 6 | 17 | 35     | 64     | −29   | 24  | Spadek do klasy A                                             |              |
| 15  | Plantator Nienadówka (S)       | 30 | 8  | 2 | 20 | 40     | 85     | −45   | 26  | Spadek do klasy A                                             |              |
| 16  | Wola Dalsza (S)                | 30 | 3  | 5 | 22 | 47     | 105    | −58   | 14  | Spadek do klasy A                                             |              |

### Grupa Stalowa Wola

#### Drużyny
| Uczestnicy poprzedniej edycji                                                                                 | Uczestnicy poprzedniej edycji | Uczestnicy poprzedniej edycji | Uczestnicy poprzedniej edycji |
| --- | ----------------------------- | ----------------------------- | ----------------------------- |
| SGO | Stal Gorzyce                  | 2                             |                               |
| UNS | Unia Nowa Sarzyna             | 3                             |                               |
| SI2 | Siarka II Tarnobrzeg          | 4                             |                               |
| NDĘ | Stal Nowa Dęba                | 5                             |                               |
| SS2 | Stal II Stalowa Wola          | 6                             |                               |
| LEŻ | Pogoń Leżajsk                 | 7                             |                               |
| TRA | Transdźwig Stale              | 8                             |                               |
| AWZ | Azalia Wola Zarczycka         | 9                             |                               |
| LŹD | LZS Ździary                   | 10                            |                               |
| SAK | San Kłyżów                    | 11                            |                               |
| ŁOW | ŁKS Łowisko                   | 12                            |                               |
| OLP | Olimpia Pysznica              | 13                            |                               |
| Spadek z IV ligi 2021/2022                                                                                    |                               |                               |                               |
| grupa podkarpacka                                                                                             |                               |                               |                               |
| SKA | Sokół Kamień                  | 14                            |                               |
| Awans z klasy A 2021/2022                                                                                     |                               |                               |                               |
| grupa Stalowa Wola I                                                                                          |                               |                               |                               |
| JUZ | Junior Zakrzów                | 1                             |                               |
| grupa Stalowa Wola II                                                                                         |                               |                               |                               |
| DTW | Dolina-Tanew Wólka Tanewska   | 1                             |                               |
| KSJ | KS Jarocin                    | 21                            |                               |
| Oznaczenia: - kolumna pierwsza – skróty nazw drużyn, - kolumna trzecia – miejsce zajęte w poprzednim sezonie. |                               |                               |                               |

Objaśnienia:
1. KS Jarocin wygrał baraże o awans do klasy okręgowej z Jeziorakiem Chwałowice.

#### Tabela
| Lp. | Drużyna                     | M  | Z  | R | P  | Bramki | Bramki | Różn. | Pkt | Uwagi             | Bezpośrednio                |
| --- | --------------------------- | -- | -- | - | -- | ------ | ------ | ----- | --- | ----------------- | --------------------------- |
| 1   | Sokół Kamień (M) (A)        | 30 | 21 | 7 | 2  | 107    | 23     | +84   | 70  | Awans do IV ligi  |                             |
| 2   | Stal II Stalowa Wola        | 30 | 18 | 8 | 4  | 91     | 32     | +59   | 62  |                   | SS2 – NDĘ 4:0 NDĘ – SS2 2:0 |
| 3   | Stal Nowa Dęba              | 30 | 19 | 5 | 6  | 64     | 30     | +34   | 62  |                   | SS2 – NDĘ 4:0 NDĘ – SS2 2:0 |
| 4   | Transdźwig Stale            | 30 | 17 | 5 | 8  | 65     | 52     | +13   | 56  |                   |                             |
| 5   | Pogoń Leżajsk               | 30 | 16 | 7 | 7  | 66     | 41     | +25   | 55  |                   |                             |
| 6   | Azalia Wola Zarczycka       | 30 | 17 | 3 | 10 | 84     | 52     | +32   | 54  |                   |                             |
| 7   | LZS Ździary                 | 30 | 17 | 2 | 11 | 63     | 39     | +24   | 53  |                   |                             |
| 8   | Stal Gorzyce                | 30 | 12 | 8 | 10 | 47     | 40     | +7    | 44  |                   |                             |
| 9   | Dolina-Tanew Wólka Tanewska | 30 | 12 | 5 | 13 | 66     | 78     | −12   | 41  |                   |                             |
| 10  | ŁKS Łowisko                 | 30 | 12 | 3 | 15 | 53     | 50     | +3    | 39  |                   |                             |
| 11  | Siarka II Tarnobrzeg        | 30 | 12 | 1 | 17 | 65     | 65     | 0     | 37  |                   |                             |
| 12  | San Kłyżów                  | 30 | 9  | 2 | 19 | 58     | 99     | −41   | 29  |                   |                             |
| 13  | KS Jarocin                  | 30 | 8  | 2 | 20 | 39     | 79     | −40   | 26  |                   |                             |
| 14  | Olimpia Pysznica (S)        | 30 | 7  | 3 | 20 | 35     | 86     | −51   | 24  | Spadek do klasy A |                             |
| 15  | Junior Zakrzów (S)          | 30 | 5  | 7 | 18 | 30     | 77     | −47   | 22  | Spadek do klasy A |                             |
| 16  | Unia Nowa Sarzyna (S)       | 30 | 1  | 6 | 23 | 31     | 121    | −90   | 9   | Spadek do klasy A |                             |

## Województwo podlaskie

### Grupa podlaska

#### Drużyny
| Uczestnicy poprzedniej edycji                                                                                 | Uczestnicy poprzedniej edycji | Uczestnicy poprzedniej edycji | Uczestnicy poprzedniej edycji |
| --- | ----------------------------- | ----------------------------- | ----------------------------- |
| AUG | Sparta Augustów               | 3                             |                               |
| MIE | MKS Mielnik                   | 4                             |                               |
| SSO | Sokół 1946 Sokółka            | 6                             |                               |
| UKR | UM Krynki                     | 7                             |                               |
| OCZ | Orlęta Czyżew                 | 8                             |                               |
| ZAB | Rudnia Zabłudów               | 9                             |                               |
| HAJ | Puszcza Hajnówka              | 10                            |                               |
| GGR | GKS Gródek                    | 11                            |                               |
| GST | GKS Stawiski                  | 12                            |                               |
| SEJ | Pomorzanka Sejny              | 13                            |                               |
| PIB | Piast Białystok               | 141                           |                               |
| ŁAP | Pogoń Łapy                    | 152                           |                               |
| Spadek z IV ligi 2021/2022                                                                                    |                               |                               |                               |
| grupa podlaska                                                                                                |                               |                               |                               |
| HEB | Hetman Białystok              | 14                            |                               |
| Awans z klasy A 2021/2022                                                                                     |                               |                               |                               |
| grupa podlaska I                                                                                              |                               |                               |                               |
| KOR | Kora Korycin                  | 1                             |                               |
| grupa podlaska II                                                                                             |                               |                               |                               |
| BOC | Bocian Boćki                  | 1                             |                               |
| grupa podlaska III                                                                                            |                               |                               |                               |
| TYK | Hetman Tykocin                | 1                             |                               |
| Oznaczenia: - kolumna pierwsza – skróty nazw drużyn, - kolumna trzecia – miejsce zajęte w poprzednim sezonie. |                               |                               |                               |

Objaśnienia:
1. Piast Białystok utrzymał się dzięki wycofaniu się Wigier II Suwałki z rozgrywek po zakończeniu sezonu[1].
2. W związku z powiększeniem grupy podlaskiej IV ligi do 18 zespołów degradacji uniknął Orzeł Kolno, co z kolei umożliwiło utrzymanie się w klasie okręgowej Pogoni Łapy[2].

#### Tabela
| Lp. | Drużyna                | M  | Z  | R | P  | Bramki | Bramki | Różn. | Pkt | Uwagi                                                          | Bezpośrednio                |
| --- | ---------------------- | -- | -- | - | -- | ------ | ------ | ----- | --- | -------------------------------------------------------------- | --------------------------- |
| 1   | Hetman Tykocin (M) (A) | 30 | 22 | 5 | 3  | 113    | 33     | +80   | 71  | Awans do IV ligi                                               |                             |
| 2   | Orlęta Czyżew (A)      | 30 | 20 | 6 | 4  | 73     | 33     | +40   | 66  | Awans do IV ligi                                               |                             |
| 3   | GKS Gródek (B)         | 30 | 20 | 4 | 6  | 76     | 28     | +48   | 64  | Baraże o awans do IV ligi                                      |                             |
| 4   | Sparta Augustów        | 30 | 17 | 6 | 7  | 79     | 41     | +38   | 57  |                                                                | AUG – UKR 4:0 UKR – AUG 2:0 |
| 5   | UM Krynki              | 30 | 17 | 6 | 7  | 77     | 44     | +33   | 57  |                                                                | AUG – UKR 4:0 UKR – AUG 2:0 |
| 6   | Piast Białystok        | 30 | 17 | 4 | 9  | 53     | 61     | −8    | 55  |                                                                |                             |
| 7   | Sokół 1946 Sokółka     | 30 | 15 | 5 | 10 | 72     | 47     | +25   | 50  |                                                                |                             |
| 8   | MKS Mielnik            | 30 | 15 | 3 | 12 | 80     | 58     | +22   | 48  |                                                                |                             |
| 9   | Kora Korycin           | 30 | 9  | 5 | 16 | 31     | 81     | −50   | 32  |                                                                |                             |
| 10  | Pogoń Łapy             | 30 | 9  | 4 | 17 | 60     | 82     | −22   | 31  |                                                                |                             |
| 11  | Rudnia Zabłudów        | 30 | 8  | 6 | 16 | 64     | 62     | +2    | 30  | ZAB: 9 pkt, różn. +8 HAJ: 6 pkt, różn. -1 GST: 3 pkt, różn. -7 |                             |
| 12  | Puszcza Hajnówka       | 30 | 9  | 3 | 18 | 48     | 98     | −50   | 30  | ZAB: 9 pkt, różn. +8 HAJ: 6 pkt, różn. -1 GST: 3 pkt, różn. -7 |                             |
| 13  | GKS Stawiski           | 30 | 9  | 3 | 18 | 44     | 84     | −40   | 30  | ZAB: 9 pkt, różn. +8 HAJ: 6 pkt, różn. -1 GST: 3 pkt, różn. -7 |                             |
| 14  | Pomorzanka Sejny       | 30 | 8  | 4 | 18 | 44     | 70     | −26   | 28  |                                                                |                             |
| 15  | Bocian Boćki (S)       | 30 | 8  | 3 | 19 | 38     | 74     | −36   | 27  | Spadek do klasy A                                              |                             |
| 16  | Hetman Białystok (S)   | 30 | 3  | 1 | 26 | 30     | 86     | −56   | 10  | Spadek do klasy A                                              |                             |

#### Baraże o awans do IV ligi
W barażach o IV ligę bierze udział 17. drużyna IV ligi i 3. drużyna klasy okręgowej. Zwycięzca otrzymał prawo gry w IV lidze w następnym sezonie.
| 24 czerwca 2023 17:00 | GKS Gródek · ?' ? | 1:4(?:?) | Cresovia Siemiatycze · ?' ? · ?' ? · ?' ? · ?' ? |  |
|                       |                   |          |                                                  |  |

| 28 czerwca 2023 17:00 | Cresovia Siemiatycze · ?' ? · ?' ? | 2:2(?:?) | GKS Gródek · ?' ? · ?' ? |  |
|                       |                                    |          |                          |  |

Zwycięzca: Cresovia Siemiatycze

## Województwo pomorskie

### Grupa Gdańsk I

#### Drużyny
| Uczestnicy poprzedniej edycji                                                                                 | Uczestnicy poprzedniej edycji | Uczestnicy poprzedniej edycji | Uczestnicy poprzedniej edycji |
| --- | ----------------------------- | ----------------------------- | ----------------------------- |
| RED | Orlęta Reda                   | 21                            |                               |
| BA2 | Bałtyk II Gdynia              | 32                            |                               |
| GTS | GTS Pruszcz Gdański           | 4                             |                               |
| GRÓ | GLKS Różyny                   | 5                             |                               |
| GG2 | Gedania II Gdańsk             | 6                             |                               |
| OTW | Orzeł Trąbki Wielkie          | 7                             |                               |
| GMD | GTS Mokry Dwór                | 8                             |                               |
| OSO | Osiczanka Osice               | 9                             |                               |
| CA2 | Cartusia II Kartuzy           | 105                           |                               |
| GSK | GKS Sierakowice               | 11                            |                               |
| ZŁĘ | Zenit Łęczyce                 | 12                            |                               |
| CHW | KS Chwaszczyno                | 13                            |                               |
| SKO | Sztorm Kosakowo               | 153                           |                               |
| Spadek z IV ligi 2021/2022                                                                                    |                               |                               |                               |
| grupa pomorska                                                                                                |                               |                               |                               |
| RUM | Orkan Rumia                   | 21                            |                               |
| Awans z klasy A 2021/2022                                                                                     |                               |                               |                               |
| grupa Gdańsk I                                                                                                |                               |                               |                               |
| GR2 | Gryf II Wejherowo             | 1                             |                               |
| SBW | Sokół Bożepole Wielkie        | 2                             |                               |
| grupa Gdańsk II                                                                                               |                               |                               |                               |
| STG | Stoczniowiec Gdańsk           | 1                             |                               |
| JA2 | Jaguar II Gdańsk              | 2                             |                               |
| Oznaczenia: - kolumna pierwsza – skróty nazw drużyn, - kolumna trzecia – miejsce zajęte w poprzednim sezonie. |                               |                               |                               |

Objaśnienia:
1. Orlęta Reda przegrała baraże o awans do IV ligi z Powiślem Dzierzgoń.
2. Bałtyk II Gdynia przegrał baraże o awans do IV ligi z Orlętami Reda.
3. AS Pomorze Gdańsk wycofał się po zakończeniu sezonu, w związku z czym utrzymał się Sztorm Kosakowo[4].
4. GTS Goszyn połączył się z GTS-em Pruszcz Gdański i występuje pod drugą nazwą.
5. Cartusia Kartuzy po połączeniu się z trzecioligowym GKS-em Przodkowo awansowała do III ligi, natomiast jej miejsce w klasie okręgowej zajęła drużyna rezerw.

#### Tabela
| Lp. | Drużyna                   | M  | Z  | R  | P  | Bramki | Bramki | Różn. | Pkt | Uwagi                       | Bezpośrednio |
| --- | ------------------------- | -- | -- | -- | -- | ------ | ------ | ----- | --- | --------------------------- | ------------ |
| 1   | Gedania II Gdańsk (M) (A) | 34 | 28 | 3  | 3  | 120    | 34     | +86   | 87  | Awans do IV ligi            |              |
| 2   | Bałtyk II Gdynia1         | 34 | 27 | 3  | 4  | 115    | 28     | +87   | 84  |                             |              |
| 3   | Jaguar II Gdańsk1         | 34 | 19 | 1  | 14 | 88     | 69     | +19   | 58  |                             |              |
| 4   | Stoczniowiec Gdańsk1 (B)  | 34 | 15 | 11 | 8  | 76     | 60     | +16   | 56  | Baraże o awans do IV ligi   |              |
| 5   | Orkan Rumia               | 34 | 15 | 6  | 13 | 75     | 65     | +10   | 51  |                             |              |
| 6   | Orzeł Trąbki Wielkie      | 34 | 14 | 8  | 12 | 60     | 47     | +13   | 50  | OTW – CA2 2:1 CA2 – OTW 1:1 |              |
| 7   | Cartusia II Kartuzy       | 34 | 15 | 5  | 14 | 66     | 53     | +13   | 50  | OTW – CA2 2:1 CA2 – OTW 1:1 |              |
| 8   | Osiczanka Osice           | 34 | 14 | 5  | 15 | 66     | 85     | −19   | 47  | OSO – GRÓ 3:3 GRÓ – OSO 1:2 |              |
| 9   | GLKS Różyny               | 34 | 13 | 8  | 13 | 72     | 71     | +1    | 47  | OSO – GRÓ 3:3 GRÓ – OSO 1:2 |              |
| 10  | Sokół Bożepole Wielkie    | 34 | 14 | 4  | 16 | 69     | 73     | −4    | 46  |                             |              |
| 11  | Orlęta Reda               | 34 | 13 | 6  | 15 | 83     | 94     | −11   | 45  |                             |              |
| 12  | Gryf II Wejherowo         | 34 | 12 | 7  | 15 | 62     | 87     | −25   | 43  |                             |              |
| 13  | GKS Sierakowice           | 34 | 13 | 3  | 18 | 56     | 99     | −43   | 42  |                             |              |
| 14  | KS Chwaszczyno            | 34 | 11 | 8  | 15 | 63     | 57     | +6    | 41  |                             |              |
| 15  | Zenit Łęczyce (S)         | 34 | 12 | 3  | 19 | 69     | 98     | −29   | 39  | Spadek do klasy A           |              |
| 16  | GTS Mokry Dwór (S)        | 34 | 12 | 2  | 20 | 64     | 84     | −20   | 38  | Spadek do klasy A           |              |
| 17  | GTS Pruszcz Gdański (S)   | 34 | 8  | 5  | 21 | 59     | 100    | −41   | 29  | Spadek do klasy A           |              |
| 18  | Sztorm Kosakowo (S)       | 34 | 5  | 4  | 25 | 53     | 112    | −59   | 19  | Spadek do klasy A           |              |

### Grupa Gdańsk II

#### Drużyny
| Uczestnicy poprzedniej edycji                                                                                 | Uczestnicy poprzedniej edycji | Uczestnicy poprzedniej edycji | Uczestnicy poprzedniej edycji |
| --- | ----------------------------- | ----------------------------- | ----------------------------- |
| RS2 | Radunia II Stężyca            | 3                             |                               |
| WSK | Wietcisa Skarszewy            | 4                             |                               |
| KCH | Kolejarz Chojnice             | 5                             |                               |
| NDG | Żuławy Nowy Dwór Gdański      | 7                             |                               |
| GKA | Gwiazda Karsin                | 8                             |                               |
| WKO | Wisła Korzeniewo              | 10                            |                               |
| BSP | Błękitni Stare Pole           | 11                            |                               |
| MEP | Meteor Pinczyn                | 12                            |                               |
| TĘB | Tęcza Brusy                   | 13                            |                               |
| SSL | Spójnia Sadlinki              | 14                            |                               |
| STY | Styna Godziszewo              | 15                            |                               |
| SZT | Olimpia Sztum                 | 16                            |                               |
| Awans z klasy A 2021/2022                                                                                     |                               |                               |                               |
| grupa Gdańsk III                                                                                              |                               |                               |                               |
| CPE | Centrum Pelplin               | 1                             |                               |
| LIP | Wda Lipusz                    | 2                             |                               |
| KSS | KS Skorzewo                   | 31                            |                               |
| grupa Gdańsk IV                                                                                               |                               |                               |                               |
| SKW | Supra Kwidzyn                 | 1                             |                               |
| PPR | Pogoń Prabuty                 | 2                             |                               |
| DLM | Delta Miłoradz                | 32                            |                               |
| Oznaczenia: - kolumna pierwsza – skróty nazw drużyn, - kolumna trzecia – miejsce zajęte w poprzednim sezonie. |                               |                               |                               |

Objaśnienia:
1. Beniaminek 03 Starogard Gdański wycofał się po zakończeniu poprzedniego sezonu, w związku z czym dodatkowo awansowało KS Skorzewo[5].
2. Wisła Tczew wycofała się po zakończeniu poprzedniego sezonu, w związku z czym dodatkowo awansowała Delta Miłoradz[6].

#### Tabela
| Lp. | Drużyna                  | M  | Z  | R | P  | Bramki | Bramki | Różn. | Pkt | Uwagi                     | Bezpośrednio |
| --- | ------------------------ | -- | -- | - | -- | ------ | ------ | ----- | --- | ------------------------- | ------------ |
| 1   | Supra Kwidzyn (M) (A)    | 34 | 27 | 3 | 4  | 88     | 21     | +67   | 84  | Awans do IV ligi          |              |
| 2   | Wietcisa Skarszewy (B)   | 34 | 25 | 3 | 6  | 88     | 33     | +55   | 78  | Baraże o awans do IV ligi |              |
| 3   | Radunia II Stężyca (B)   | 34 | 25 | 2 | 7  | 110    | 32     | +78   | 77  | Baraże o awans do IV ligi |              |
| 4   | Kolejarz Chojnice        | 34 | 23 | 5 | 6  | 80     | 33     | +47   | 74  |                           |              |
| 5   | Styna Godziszewo         | 34 | 21 | 4 | 9  | 72     | 39     | +33   | 67  |                           |              |
| 6   | Żuławy Nowy Dwór Gdański | 34 | 21 | 1 | 12 | 105    | 53     | +52   | 64  |                           |              |
| 7   | Gwiazda Karsin           | 34 | 17 | 7 | 10 | 67     | 52     | +15   | 58  |                           |              |
| 8   | Meteor Pinczyn1          | 34 | 17 | 2 | 15 | 64     | 82     | −18   | 53  | Drużyna wycofana          |              |
| 9   | Błękitni Stare Pole      | 34 | 15 | 4 | 15 | 65     | 64     | +1    | 49  |                           |              |
| 10  | Tęcza Brusy              | 34 | 15 | 3 | 16 | 61     | 60     | +1    | 48  |                           |              |
| 11  | Pogoń Prabuty            | 34 | 14 | 5 | 15 | 60     | 63     | −3    | 47  |                           |              |
| 12  | Centrum Pelplin          | 34 | 13 | 4 | 17 | 64     | 75     | −11   | 43  |                           |              |
| 13  | Delta Miłoradz           | 34 | 11 | 6 | 17 | 54     | 72     | −18   | 39  |                           |              |
| 14  | Wisła Korzeniewo1        | 34 | 7  | 7 | 20 | 46     | 87     | −41   | 28  | Drużyna wycofana          |              |
| 15  | KS Skorzewo              | 34 | 8  | 1 | 25 | 52     | 91     | −39   | 25  |                           |              |
| 16  | Wda Lipusz (S)           | 34 | 5  | 7 | 22 | 36     | 98     | −62   | 22  | Spadek do klasy A         |              |
| 17  | Olimpia Sztum (S)        | 34 | 5  | 3 | 26 | 36     | 107    | −71   | 18  | Spadek do klasy A         |              |
| 18  | Spójnia Sadlinki (S)     | 34 | 3  | 1 | 30 | 23     | 109    | −86   | 10  | Spadek do klasy A         |              |

### Grupa Słupsk

#### Drużyny
| Uczestnicy poprzedniej edycji                                                                                 | Uczestnicy poprzedniej edycji | Uczestnicy poprzedniej edycji | Uczestnicy poprzedniej edycji |
| --- | ----------------------------- | ----------------------------- | ----------------------------- |
| WYC | Sokół Wyczechy                | 1                             |                               |
| MIA | Start Miastko                 | 2                             |                               |
| MKD | MKS Debrzno                   | 4                             |                               |
| SDK | Skotawia Dębnica Kaszubska    | 5                             |                               |
| JPO | Jantaria Pobłocie             | 65                            |                               |
| CCZ | Czarni Czarne                 | 7                             |                               |
| MTU | Myśliwiec Tuchomie            | 8                             |                               |
| DSN | Dolina Speranda Niepoględzie  | 94                            |                               |
| KSD | Kaszubia Studzienice          | 10                            |                               |
| GR2 | Gryf II Słupsk                | 11                            |                               |
| BRP | Brda Przechlewo               | 12                            |                               |
| CZŁ | Piast Człuchów                | 13                            |                               |
| KSW | KS Włynkówko                  | 153                           |                               |
| GCD | GTS Czarna Dąbrówka           | 163                           |                               |
| Awans z klasy A 2021/2022                                                                                     |                               |                               |                               |
| grupa Słupsk I                                                                                                |                               |                               |                               |
| GAK | Garbarnia Kępice              | 1                             |                               |
| UNI | Unison Machowino              | 2                             |                               |
| grupa Słupsk II                                                                                               |                               |                               |                               |
| PPO | Pomorze Potęgowo              | 1                             |                               |
| LCE | Leśnik Cewice                 | 2                             |                               |
| Oznaczenia: - kolumna pierwsza – skróty nazw drużyn, - kolumna trzecia – miejsce zajęte w poprzednim sezonie. |                               |                               |                               |

Objaśnienia:
1. Sokół Wyczechy zrezygnował z awansu do IV ligi.
2. Start Miastko przegrało baraże o awans do IV ligi z Powiślem Dzierzgoń.
3. Gryf/SMS Słupsk i Lipniczanka Lipnica wycofały się po zakończeniu poprzedniego sezonu, w związku z czym utrzymały się KS Włynkówko i GTS Czarna Dąbrówka[8][9].
4. Dolina Gałąźnia Wielka przeniosła się do Niepoględzia i zmieniła nazwę na Dolina Speranda Niepoględzie[9].
5. Jantaria Pobłocie wycofała się po 6. kolejce.

#### Tabela
| Lp. | Drużyna                           | M  | Z  | R | P  | Bramki | Bramki | Różn. | Pkt | Uwagi                       | Bezpośrednio |
| --- | --------------------------------- | -- | -- | - | -- | ------ | ------ | ----- | --- | --------------------------- | ------------ |
| 1   | Sokół Wyczechy2 (M)               | 32 | 24 | 2 | 6  | 118    | 39     | +79   | 74  |                             |              |
| 2   | Start Miastko2 (A)                | 32 | 23 | 4 | 5  | 86     | 36     | +50   | 73  | Awans do IV ligi            |              |
| 3   | Gryf II Słupsk3                   | 32 | 21 | 3 | 8  | 120    | 44     | +76   | 66  |                             |              |
| 4   | Dolina Speranda Niepoględzie3 (B) | 32 | 20 | 5 | 7  | 83     | 48     | +35   | 65  | Baraże o awans do IV ligi   |              |
| 5   | MKS Debrzno                       | 32 | 20 | 3 | 9  | 105    | 75     | +30   | 63  |                             |              |
| 6   | Kaszubia Studzienice              | 32 | 19 | 3 | 10 | 74     | 45     | +29   | 60  | KSD – CZŁ 2:1 CZŁ – KSD 0:3 |              |
| 7   | Piast Człuchów                    | 32 | 18 | 6 | 8  | 72     | 39     | +33   | 60  | KSD – CZŁ 2:1 CZŁ – KSD 0:3 |              |
| 8   | Myśliwiec Tuchomie                | 32 | 17 | 6 | 9  | 77     | 44     | +33   | 57  |                             |              |
| 9   | Pomorze Potęgowo                  | 32 | 16 | 5 | 11 | 94     | 85     | +9    | 53  |                             |              |
| 10  | Garbarnia Kępice                  | 32 | 13 | 7 | 12 | 62     | 61     | +1    | 46  |                             |              |
| 11  | Skotawia Dębnica Kaszubska        | 32 | 9  | 5 | 18 | 43     | 59     | −16   | 32  |                             |              |
| 12  | Unison Machowino                  | 32 | 8  | 7 | 17 | 44     | 68     | −24   | 31  |                             |              |
| 13  | Czarni Czarne                     | 32 | 9  | 3 | 20 | 54     | 85     | −31   | 30  |                             |              |
| 14  | Brda Przechlewo (S)               | 32 | 7  | 3 | 22 | 53     | 111    | −58   | 24  | Spadek do klasy A           |              |
| 15  | KS Włynkówko (S)                  | 32 | 6  | 3 | 23 | 32     | 97     | −65   | 21  | Spadek do klasy A           |              |
| 16  | Leśnik Cewice (S)                 | 32 | 4  | 3 | 25 | 34     | 96     | −62   | 15  | Spadek do klasy A           |              |
| 17  | GTS Czarna Dąbrówka (S)           | 32 | 2  | 4 | 26 | 30     | 149    | −119  | 10  | Spadek do klasy A           |              |
| -   | Jantaria Pobłocie1                | 0  | 0  | 0 | 0  | 0      | 0      | 0     | 0   | Drużyna wycofana            |              |

### Baraże o awans do IV ligi
W barażach o awans do IV ligi mieli pierwotnie brać udział wszyscy wicemistrzowie pomorskich grup klasy okręgowej oraz 3. drużyna z grupy Gdańsk II. Ostatecznie jednak zarówno w gr. Gdańsk I jak i Słupsk wystartowały drużyny z 4. miejsca. Zwycięzca baraży uzyskiwał możliwość gry w IV lidze w następnym sezonie.

#### 1/2 finału
| 17 czerwca 2023 16:00 | Stoczniowiec Gdańsk | 2:2 k. 2:4(?:?) | Radunia II Stężyca |  |
|                       |                     |                 |                    |  |

Awans do finału: Radunia II Stężyca
| 17 czerwca 2023 17:00 | Wietcisa Skarszewy | 6:2(?:?) | Dolina Speranda Niepoględzie |  |
|                       |                    |          |                              |  |

Awans do finału: Wietcisa Skarszewy

#### Finał
| 21 czerwca 2023 18:00 | Wietcisa Skarszewy | 1:2(?:?) | Radunia II Stężyca |  |
|                       |                    |          |                    |  |

Zwycięstwo i awans do IV ligi: Radunia II Stężyca

## Województwo śląskie

### Grupa śląska I

#### Drużyny
| Uczestnicy poprzedniej edycji                                                                                 | Uczestnicy poprzedniej edycji | Uczestnicy poprzedniej edycji | Uczestnicy poprzedniej edycji |
| --- | ----------------------------- | ----------------------------- | ----------------------------- |
| OMI | Orzeł Miedary                 | 2                             |                               |
| OMŚ | Odra Miasteczko Śląskie       | 3                             |                               |
| SOŚ | Sośnica Gliwice               | 4                             |                               |
| SIL | Silesia Miechowice            | 5                             |                               |
| BBW | Burza Borowa Wieś             | 6                             |                               |
| GWC | Gwiazda Chudów                | 7                             |                               |
| OBO | Olimpia Boruszowice           | 8                             |                               |
| LŻY | LKS Żyglin                    | 9                             |                               |
| SSI | Start Sierakowice             | 10                            |                               |
| CIO | Przyszłość Ciochowice         | 11                            |                               |
| ŁAB | ŁTS Łabędy                    | 12                            |                               |
| CZP | Czarni Pyskowice              | 13                            |                               |
| Spadek z IV ligi 2021/2022                                                                                    |                               |                               |                               |
| grupa śląska I                                                                                                |                               |                               |                               |
| PRZ | Jedność 32 Przyszowice        | 16                            |                               |
| Awans z klasy A 2021/2022                                                                                     |                               |                               |                               |
| grupa Bytom                                                                                                   |                               |                               |                               |
| NKM | Nitron Krupski Młyn           | 1                             |                               |
| grupa Zabrze                                                                                                  |                               |                               |                               |
| CON | Concordia Knurów              | 1                             |                               |
| TPA | Tempo Paniówki                | 21                            |                               |
| Oznaczenia: - kolumna pierwsza – skróty nazw drużyn, - kolumna trzecia – miejsce zajęte w poprzednim sezonie. |                               |                               |                               |

Objaśnienia:
1. Tempo Paniówki wygrał baraże o awans do klasy okręgowej z Czarnymi Sucha Góra.

#### Tabela
| Lp. | Drużyna                   | M  | Z  | R | P  | Bramki | Bramki | Różn. | Pkt | Uwagi                       | Bezpośrednio |
| --- | ------------------------- | -- | -- | - | -- | ------ | ------ | ----- | --- | --------------------------- | ------------ |
| 1   | Orzeł Miedary (M) (A)     | 30 | 25 | 2 | 3  | 92     | 25     | +67   | 77  | Awans do IV ligi            |              |
| 2   | Start Sierakowice         | 30 | 18 | 3 | 9  | 74     | 52     | +22   | 57  |                             |              |
| 3   | Odra Miasteczko Śląskie   | 30 | 17 | 5 | 8  | 62     | 48     | +14   | 56  |                             |              |
| 4   | ŁTS Łabędy                | 30 | 15 | 7 | 8  | 68     | 44     | +24   | 52  |                             |              |
| 5   | Tempo Paniówki            | 30 | 16 | 3 | 11 | 67     | 47     | +20   | 51  | TPA – SIL 3:1 SIL – TPA 2:3 |              |
| 6   | Silesia Miechowice        | 30 | 16 | 3 | 11 | 74     | 45     | +29   | 51  | TPA – SIL 3:1 SIL – TPA 2:3 |              |
| 7   | Concordia Knurów          | 30 | 13 | 4 | 13 | 41     | 53     | −12   | 43  |                             |              |
| 8   | LKS Żyglin                | 30 | 12 | 6 | 12 | 63     | 53     | +10   | 42  |                             |              |
| 9   | Burza Borowa Wieś         | 30 | 11 | 8 | 11 | 58     | 56     | +2    | 41  |                             |              |
| 10  | Olimpia Boruszowice       | 30 | 12 | 3 | 15 | 60     | 63     | −3    | 39  | OBO – SOŚ 3:4 SOŚ – OBO 1:2 |              |
| 11  | Sośnica Gliwice           | 30 | 11 | 6 | 13 | 40     | 49     | −9    | 39  | OBO – SOŚ 3:4 SOŚ – OBO 1:2 |              |
| 12  | Czarni Pyskowice          | 30 | 10 | 8 | 12 | 54     | 53     | +1    | 38  |                             |              |
| 13  | Jedność 32 Przyszowice    | 30 | 10 | 7 | 13 | 49     | 62     | −13   | 37  |                             |              |
| 14  | Gwiazda Chudów (S)        | 30 | 10 | 3 | 17 | 56     | 66     | −10   | 33  | Spadek do klasy A           |              |
| 15  | Przyszłość Ciochowice (S) | 30 | 4  | 7 | 19 | 22     | 82     | −60   | 19  | Spadek do klasy A           |              |
| 16  | Nitron Krupski Młyn (S)   | 30 | 1  | 3 | 26 | 24     | 106    | −82   | 6   | Spadek do klasy A           |              |

### Grupa śląska II

#### Drużyny
| Uczestnicy poprzedniej edycji                                                                                 | Uczestnicy poprzedniej edycji | Uczestnicy poprzedniej edycji | Uczestnicy poprzedniej edycji |
| --- | ----------------------------- | ----------------------------- | ----------------------------- |
| SK2 | Skra II Częstochowa           | 2                             |                               |
| ZKL | Znicz Kłobuck                 | 3                             |                               |
| AMG | Amator Golce                  | 4                             |                               |
| ŻAR | Zieloni Żarki                 | 5                             |                               |
| KON | Lot Konopiska                 | 6                             |                               |
| ORZ | Orzeł Kiedrzyn                | 7                             |                               |
| PAN | KS Panki                      | 8                             |                               |
| LKR | Liswarta Krzepice             | 9                             |                               |
| JBO | Jedność Boronów               | 10                            |                               |
| WOŹ | MLKS Woźniki                  | 11                            |                               |
| WMS | Warta Mstów                   | 12                            |                               |
| SPS | Sparta Szczekociny            | 13                            |                               |
| Awans z klasy A 2021/2022                                                                                     |                               |                               |                               |
| grupa Częstochowa I                                                                                           |                               |                               |                               |
| LOT | Lotnik Kościelec              | 1                             |                               |
| grupa Częstochowa II                                                                                          |                               |                               |                               |
| CST | Czarni Starcza                | 1                             |                               |
| grupa Lubliniec                                                                                               |                               |                               |                               |
| WKM | Warta Kamieńskie Młyny        | 1                             |                               |
| SPL | Sparta Lubliniec              | 21                            |                               |
| Oznaczenia: - kolumna pierwsza – skróty nazw drużyn, - kolumna trzecia – miejsce zajęte w poprzednim sezonie. |                               |                               |                               |

Objaśnienia:
1. Sparta Lubliniec wygrała baraże o awans do klasy okręgowej z Piastem Przyrów.

#### Tabela
| Lp. | Drużyna                | M  | Z  | R | P  | Bramki | Bramki | Różn. | Pkt | Uwagi                       | Bezpośrednio |
| --- | ---------------------- | -- | -- | - | -- | ------ | ------ | ----- | --- | --------------------------- | ------------ |
| 1   | Znicz Kłobuck (M) (A)  | 30 | 25 | 2 | 3  | 98     | 23     | +75   | 77  | Awans do IV ligi            |              |
| 2   | Zieloni Żarki          | 30 | 18 | 4 | 8  | 55     | 38     | +17   | 58  |                             |              |
| 3   | Lotnik Kościelec       | 30 | 16 | 7 | 7  | 55     | 40     | +15   | 55  |                             |              |
| 4   | MLKS Woźniki           | 30 | 15 | 9 | 6  | 62     | 43     | +19   | 54  |                             |              |
| 5   | Liswarta Krzepice      | 30 | 14 | 6 | 10 | 55     | 36     | +19   | 48  |                             |              |
| 6   | KS Panki               | 30 | 13 | 8 | 9  | 55     | 47     | +8    | 47  |                             |              |
| 7   | Skra II Częstochowa    | 30 | 14 | 3 | 13 | 60     | 41     | +19   | 45  | SK2 – JBO 5:1 JBO – SK2 1:0 |              |
| 8   | Jedność Boronów        | 30 | 14 | 3 | 13 | 51     | 53     | −2    | 45  | SK2 – JBO 5:1 JBO – SK2 1:0 |              |
| 9   | Lot Konopiska          | 30 | 12 | 6 | 12 | 51     | 59     | −8    | 42  |                             |              |
| 10  | Sparta Szczekociny     | 30 | 13 | 2 | 15 | 53     | 53     | 0     | 41  |                             |              |
| 11  | Orzeł Kiedrzyn         | 30 | 11 | 4 | 15 | 55     | 63     | −8    | 37  |                             |              |
| 12  | Amator Golce           | 30 | 11 | 3 | 16 | 55     | 85     | −30   | 36  |                             |              |
| 13  | Warta Kamieńskie Młyny | 30 | 9  | 7 | 14 | 46     | 48     | −2    | 34  |                             |              |
| 14  | Czarni Starcza (S)     | 30 | 9  | 3 | 18 | 55     | 68     | −13   | 30  | Spadek do klasy A           |              |
| 15  | Sparta Lubliniec (S)   | 30 | 7  | 2 | 21 | 41     | 88     | −47   | 23  | Spadek do klasy A           |              |
| 16  | Warta Mstów (S)        | 30 | 4  | 1 | 25 | 34     | 96     | −62   | 13  | Spadek do klasy A           |              |

### Grupa śląska III

#### Drużyny
| Uczestnicy poprzedniej edycji                                                                                 | Uczestnicy poprzedniej edycji | Uczestnicy poprzedniej edycji | Uczestnicy poprzedniej edycji |
| --- | ----------------------------- | ----------------------------- | ----------------------------- |
| LKT | LKS Tworków                   | 2                             |                               |
| LRA | LKS Raszczyce                 | 3                             |                               |
| ŚWI | Forteca Świerklany            | 4                             |                               |
| LKR | LKS Krzyżanowice              | 5                             |                               |
| PIC | Pierwszy Chwałowice           | 6                             |                               |
| JA2 | GKS II Jastrzębie             | 8                             |                               |
| LNĘ | LKS 1908 Nędza                | 9                             |                               |
| GWS | Gwiazda Skrzyszów             | 10                            |                               |
| PPO | Płomień Połomia               | 11                            |                               |
| JEJ | Jedność Jejkowice             | 12                            |                               |
| RUP | Granica Ruptawa               | 13                            |                               |
| ZAM | Zameczek Czernica             | 143                           |                               |
| Spadek z IV ligi 2021/2022                                                                                    |                               |                               |                               |
| grupa śląska II                                                                                               |                               |                               |                               |
| CZG | Czarni Gorzyce                | 141                           |                               |
| Awans z klasy A 2021/2022                                                                                     |                               |                               |                               |
| grupa Racibórz                                                                                                |                               |                               |                               |
| NAP | Naprzód Czyżowice             | 1                             |                               |
| grupa Rybnik                                                                                                  |                               |                               |                               |
| RAD | Górnik Radlin                 | 1                             |                               |
| GAS | Dąb Gaszowice                 | 2                             |                               |
| Oznaczenia: - kolumna pierwsza – skróty nazw drużyn, - kolumna trzecia – miejsce zajęte w poprzednim sezonie. |                               |                               |                               |

Objaśnienia:
1. Czarni Gorzyce zrezygnowali z udziału w barażach o utrzymanie w IV lidze, przez co automatycznie spadli do klasy okręgowej.
2. Dąb Gaszowice wygrał baraże o awans do klasy okręgowej z Naprzodem Syrynią.
3. Naprzód Borucin wycofał się po zakończeniu sezonu, w związku z czym utrzymał się Zameczek Czernica[11].

#### Tabela
| Lp. | Drużyna                  | M  | Z  | R  | P  | Bramki | Bramki | Różn. | Pkt | Uwagi                       | Bezpośrednio      |
| --- | ------------------------ | -- | -- | -- | -- | ------ | ------ | ----- | --- | --------------------------- | ----------------- |
| 1   | LKS Tworków (M) (A)      | 30 | 23 | 4  | 3  | 90     | 22     | +68   | 73  | Awans do IV ligi            |                   |
| 2   | LKS Krzyżanowice         | 30 | 22 | 5  | 3  | 99     | 36     | +63   | 71  |                             |                   |
| 3   | LKS 1908 Nędza           | 30 | 16 | 10 | 4  | 87     | 52     | +35   | 58  |                             |                   |
| 4   | Forteca Świerklany       | 30 | 16 | 8  | 6  | 69     | 32     | +37   | 56  |                             |                   |
| 5   | GKS II Jastrzębie        | 30 | 16 | 7  | 7  | 62     | 43     | +19   | 55  |                             |                   |
| 6   | Czarni Gorzyce           | 30 | 15 | 7  | 8  | 70     | 48     | +22   | 52  |                             |                   |
| 7   | Płomień Połomia          | 30 | 14 | 6  | 10 | 51     | 49     | +2    | 48  |                             |                   |
| 8   | Naprzód Czyżowice        | 30 | 11 | 8  | 11 | 63     | 60     | +3    | 41  |                             |                   |
| 9   | LKS Raszczyce1 (S)       | 30 | 11 | 6  | 13 | 62     | 64     | −2    | 39  | Spadek do klasy A           |                   |
| 10  | Pierwszy Chwałowice2 (S) | 30 | 10 | 5  | 15 | 52     | 68     | −16   | 35  | Spadek do klasy B           |                   |
| 11  | Górnik Radlin            | 30 | 9  | 5  | 16 | 44     | 56     | −12   | 32  |                             |                   |
| 12  | Gwiazda Skrzyszów2 (S)   | 30 | 7  | 8  | 15 | 53     | 76     | −23   | 29  | Spadek do klasy B           |                   |
| 13  | Zameczek Czernica1       | 30 | 7  | 5  | 18 | 36     | 88     | −52   | 26  |                             |                   |
| 14  | Granica Ruptawa2         | 30 | 5  | 5  | 20 | 51     | 97     | −46   | 20  |                             |                   |
| 15  | Dąb Gaszowice2           | 30 | 3  | 8  | 19 | 43     | 87     | −44   | 17  | GAS – JEJ 2:2 JEJ – GAS 1:4 |                   |
| 16  | Jedność Jejkowice (S)    | 30 | 4  | 5  | 21 | 32     | 86     | −54   | 17  | GAS – JEJ 2:2 JEJ – GAS 1:4 | Spadek do klasy A |

### Grupa śląska IV

#### Drużyny
| Uczestnicy poprzedniej edycji                                                                                 | Uczestnicy poprzedniej edycji         | Uczestnicy poprzedniej edycji | Uczestnicy poprzedniej edycji |
| --- | ------------------------------------- | ----------------------------- | ----------------------------- |
| MIK | AKS Mikołów                           | 2                             |                               |
| SPA | Sparta Katowice                       | 3                             |                               |
| CRO | Cyklon Rogoźnik                       | 4                             |                               |
| KA2 | GKS II Katowice                       | 5                             |                               |
| CKS | CKS Czeladź                           | 6                             |                               |
| SRM | Sarmacja Będzin                       | 7                             |                               |
| PIM | Pogoń Imielin                         | 8                             |                               |
| WOJ | Górnik Wojkowice                      | 9                             |                               |
| GMY | SKFiS Górnik 09 Mysłowice             | 103                           |                               |
| NIW | Niwy Brudzowice                       | 11                            |                               |
| MKG | MK Górnik Katowice                    | 12                            |                               |
| SRŚ | Slavia Ruda Śląska                    | 14                            |                               |
| RGR | RKS Grodziec                          | 152                           |                               |
| Awans z klasy A 2021/2022                                                                                     |                                       |                               |                               |
| grupa Katowice                                                                                                |                                       |                               |                               |
| RC2 | Ruch II Chorzów                       | 1                             |                               |
| SIE | Siemianowiczanka Siemianowice Śląskie | 21                            |                               |
| grupa Sosnowiec                                                                                               |                                       |                               |                               |
| GPI | Górnik Piaski                         | 1                             |                               |
| Oznaczenia: - kolumna pierwsza – skróty nazw drużyn, - kolumna trzecia – miejsce zajęte w poprzednim sezonie. |                                       |                               |                               |

Objaśnienia:
1. Siemianowiczanka Siemianowice Śląskie wygrała baraże o awans do klasy okręgowej z Błękitnymi Sarnów.
2. Tęcza Błędów wycofał się po zakończeniu poprzedniego sezonu, w związku z czym utrzymał się RKS Grodziec[14].
3. SKFiS Górnik 09 Mysłowice został wycofany z rozgrywek po 6. kolejce.

#### Tabela
| Lp. | Drużyna                                   | M  | Z  | R | P  | Bramki | Bramki | Różn. | Pkt | Uwagi             | Bezpośrednio |
| --- | ----------------------------------------- | -- | -- | - | -- | ------ | ------ | ----- | --- | ----------------- | ------------ |
| 1   | Sparta Katowice (M) (A)                   | 28 | 23 | 3 | 2  | 108    | 22     | +86   | 72  | Awans do IV ligi  |              |
| 2   | Ruch II Chorzów                           | 28 | 23 | 1 | 4  | 102    | 24     | +78   | 70  |                   |              |
| 3   | AKS Mikołów                               | 28 | 19 | 5 | 4  | 84     | 37     | +47   | 62  |                   |              |
| 4   | GKS II Katowice                           | 28 | 18 | 0 | 10 | 83     | 49     | +34   | 54  |                   |              |
| 5   | CKS Czeladź                               | 28 | 14 | 3 | 11 | 71     | 50     | +21   | 45  |                   |              |
| 6   | Pogoń Imielin                             | 28 | 13 | 3 | 12 | 48     | 60     | −12   | 42  |                   |              |
| 7   | Sarmacja Będzin                           | 28 | 10 | 9 | 9  | 54     | 49     | +5    | 39  |                   |              |
| 8   | Cyklon Rogoźnik                           | 28 | 11 | 3 | 14 | 46     | 69     | −23   | 36  |                   |              |
| 9   | Górnik Wojkowice                          | 28 | 10 | 7 | 11 | 56     | 54     | +2    | 37  |                   |              |
| 10  | Górnik Piaski                             | 28 | 9  | 6 | 13 | 59     | 73     | −14   | 33  |                   |              |
| 11  | Niwy Brudzowice (S)                       | 28 | 8  | 7 | 13 | 38     | 66     | −28   | 31  | Spadek do klasy A |              |
| 12  | Slavia Ruda Śląska (S)                    | 28 | 8  | 6 | 14 | 45     | 57     | −12   | 30  | Spadek do klasy A |              |
| 13  | Siemianowiczanka Siemianowice Śląskie (S) | 28 | 6  | 3 | 19 | 41     | 85     | −44   | 21  | Spadek do klasy A |              |
| 14  | RKS Grodziec (S)                          | 28 | 5  | 3 | 20 | 36     | 92     | −56   | 18  | Spadek do klasy A |              |
| 15  | MK Górnik Katowice (S)                    | 28 | 2  | 3 | 23 | 26     | 110    | −84   | 9   | Spadek do klasy A |              |
| -   | SKFiS Górnik 09 Mysłowice1                | 0  | 0  | 0 | 0  | 0      | 0      | 0     | 0   | Drużyna wycofana  |              |

### Grupa śląska V

#### Drużyny
| Uczestnicy poprzedniej edycji                                                                                 | Uczestnicy poprzedniej edycji | Uczestnicy poprzedniej edycji | Uczestnicy poprzedniej edycji |
| --- | ----------------------------- | ----------------------------- | ----------------------------- |
| WCE | GLKS Wilkowice                | 2                             |                               |
| RE2 | Rekord II Bielsko-Biała       | 3                             |                               |
| ZET | ZET Tychy                     | 4                             |                               |
| CZJ | Czarni Jaworze                | 5                             |                               |
| PAS | Pasjonat Dankowice            | 6                             |                               |
| JUW | JUW-e Jaroszowice             | 7                             |                               |
| LWW | LKS Wisła Wielka              | 8                             |                               |
| ISK | Iskra Pszczyna                | 9                             |                               |
| ŁĄK | LKS Łąka                      | 10                            |                               |
| BKS | BKS Stal Bielsko-Biała        | 11                            |                               |
| BOJ | GTS Bojszowy                  | 12                            |                               |
| LKS | LKS Studzienice               | 13                            |                               |
| Spadek z IV ligi 2021/2022                                                                                    |                               |                               |                               |
| grupa śląska II                                                                                               |                               |                               |                               |
| BST | LKS Bestwina                  | 15                            |                               |
| Awans z klasy A 2021/2022                                                                                     |                               |                               |                               |
| grupa Bielsko-Biała                                                                                           |                               |                               |                               |
| MDR | KS Międzyrzecze               | 1                             |                               |
| RBR | Rotuz Bronów                  | 21                            |                               |
| grupa Tychy                                                                                                   |                               |                               |                               |
| GO2 | LKS II Goczałkowice Zdrój     | 1                             |                               |
| Oznaczenia: - kolumna pierwsza – skróty nazw drużyn, - kolumna trzecia – miejsce zajęte w poprzednim sezonie. |                               |                               |                               |

Objaśnienia:
1. Rotuz Bronów wygrał baraże o awans do klasy okręgowej z LKS-em Studzionką.

#### Tabela
| Lp. | Drużyna                         | M  | Z  | R | P  | Bramki | Bramki | Różn. | Pkt | Uwagi                       | Bezpośrednio |
| --- | ------------------------------- | -- | -- | - | -- | ------ | ------ | ----- | --- | --------------------------- | ------------ |
| 1   | Rekord II Bielsko-Biała (M) (A) | 30 | 24 | 5 | 1  | 98     | 22     | +76   | 77  | Awans do IV ligi            |              |
| 2   | KS Międzyrzecze                 | 30 | 20 | 6 | 4  | 109    | 35     | +74   | 66  |                             |              |
| 3   | LKS II Goczałkowice Zdrój       | 30 | 19 | 2 | 9  | 91     | 67     | +24   | 59  |                             |              |
| 4   | Iskra Pszczyna                  | 30 | 16 | 5 | 9  | 68     | 47     | +21   | 53  |                             |              |
| 5   | Rotuz Bronów                    | 30 | 14 | 5 | 11 | 69     | 65     | +4    | 47  |                             |              |
| 6   | GLKS Wilkowice                  | 30 | 12 | 8 | 10 | 63     | 51     | +12   | 44  |                             |              |
| 7   | LKS Bestwina                    | 30 | 12 | 7 | 11 | 46     | 48     | −2    | 43  |                             |              |
| 8   | ZET Tychy                       | 30 | 12 | 5 | 13 | 49     | 60     | −11   | 41  |                             |              |
| 9   | Pasjonat Dankowice              | 30 | 12 | 4 | 14 | 68     | 63     | +5    | 40  |                             |              |
| 10  | BKS Stal Bielsko-Biała          | 30 | 12 | 3 | 15 | 66     | 59     | +7    | 39  |                             |              |
| 11  | JUW-e Jaroszowice               | 30 | 10 | 7 | 13 | 62     | 63     | −1    | 37  | JUW – CZJ 5:2 CZJ – JUW 0:2 |              |
| 12  | Czarni Jaworze                  | 30 | 12 | 1 | 17 | 59     | 75     | −16   | 37  | JUW – CZJ 5:2 CZJ – JUW 0:2 |              |
| 13  | LKS Łąka (S)                    | 30 | 10 | 5 | 15 | 46     | 70     | −24   | 35  | Spadek do klasy A           |              |
| 14  | LKS Studzienice (S)             | 30 | 6  | 5 | 19 | 36     | 96     | −60   | 23  | Spadek do klasy A           |              |
| 15  | GTS Bojszowy (S)                | 30 | 5  | 5 | 20 | 32     | 89     | −57   | 20  | Spadek do klasy A           |              |
| 16  | LKS Wisła Wielka (S)            | 30 | 3  | 9 | 18 | 33     | 85     | −52   | 18  | Spadek do klasy A           |              |

### Grupa śląska VI

#### Drużyny
| Uczestnicy poprzedniej edycji                                                                                 | Uczestnicy poprzedniej edycji | Uczestnicy poprzedniej edycji | Uczestnicy poprzedniej edycji |
| --- | ----------------------------- | ----------------------------- | ----------------------------- |
| TEM | Tempo Puńców                  | 2                             |                               |
| RAW | GKS Radziechowy-Wieprz        | 3                             |                               |
| SKO | Beskid 09 Skoczów             | 4                             |                               |
| SOR | Soła Rajcza                   | 5                             |                               |
| BOR | Bory Pietrzykowice            | 6                             |                               |
| CKS | CKS Piast Cieszyn             | 7                             |                               |
| MIL | Podhalanka Milówka            | 9                             |                               |
| WSS | WSS Wisła                     | 10                            |                               |
| POG | LKS Pogórze                   | 11                            |                               |
| SPZ | Spójnia Zebrzydowice          | 12                            |                               |
| WST | Wisła Strumień                | 13                            |                               |
| LEŚ | LKS Leśna                     | 152                           |                               |
| Awans z klasy A 2021/2022                                                                                     |                               |                               |                               |
| grupa Skoczów                                                                                                 |                               |                               |                               |
| GÓR | Góral Istebna                 | 1                             |                               |
| grupa Żywiec                                                                                                  |                               |                               |                               |
| LŚL | LKS Ślemień                   | 1                             |                               |
| UJS | LKS Ujsoły                    | 21                            |                               |
| Oznaczenia: - kolumna pierwsza – skróty nazw drużyn, - kolumna trzecia – miejsce zajęte w poprzednim sezonie. |                               |                               |                               |

Objaśnienia:
1. LKS Ujsoły wygrały baraż o awans do klasy okręgowej z LKS-em 99 Pruchna.
2. Koszarawa Żywiec wycofała się po zakończeniu sezonu, w związku z czym utrzymała się LKS Leśna[15].

#### Tabela
| Lp. | Drużyna                | M  | Z  | R | P  | Bramki | Bramki | Różn. | Pkt | Uwagi                       | Bezpośrednio |
| --- | ---------------------- | -- | -- | - | -- | ------ | ------ | ----- | --- | --------------------------- | ------------ |
| 1   | Tempo Puńców (M) (A)   | 28 | 24 | 2 | 2  | 111    | 20     | +91   | 74  | Awans do IV ligi            |              |
| 2   | Beskid 09 Skoczów      | 28 | 23 | 3 | 2  | 110    | 31     | +79   | 72  |                             |              |
| 3   | GKS Radziechowy-Wieprz | 28 | 22 | 3 | 3  | 85     | 26     | +59   | 69  |                             |              |
| 4   | Podhalanka Milówka     | 28 | 16 | 5 | 7  | 62     | 41     | +21   | 53  |                             |              |
| 5   | LKS Ślemień            | 28 | 13 | 2 | 13 | 51     | 56     | −5    | 41  |                             |              |
| 6   | CKS Piast Cieszyn      | 28 | 12 | 4 | 12 | 52     | 53     | −1    | 40  |                             |              |
| 7   | Bory Pietrzykowice     | 28 | 11 | 6 | 11 | 52     | 36     | +16   | 39  | BOR – GÓR 2:1 GÓR – BOR 0:0 |              |
| 8   | Góral Istebna          | 28 | 12 | 3 | 13 | 56     | 51     | +5    | 39  | BOR – GÓR 2:1 GÓR – BOR 0:0 |              |
| 9   | Spójnia Zebrzydowice   | 28 | 10 | 4 | 14 | 50     | 63     | −13   | 34  |                             |              |
| 10  | Soła Rajcza            | 28 | 9  | 6 | 13 | 44     | 48     | −4    | 33  |                             |              |
| 11  | Wisła Strumień         | 28 | 9  | 4 | 15 | 49     | 78     | −29   | 31  | WST – WSS 2:1 WSS – WST 2:2 |              |
| 12  | WSS Wisła              | 28 | 8  | 7 | 13 | 63     | 81     | −18   | 31  | WST – WSS 2:1 WSS – WST 2:2 |              |
| 13  | LKS Pogórze (S)        | 28 | 7  | 1 | 20 | 32     | 76     | −44   | 22  | Spadek do klasy A           |              |
| 14  | LKS Leśna (S)          | 28 | 6  | 1 | 21 | 29     | 97     | −68   | 19  | Spadek do klasy A           |              |
| 15  | LKS Ujsoły (S)         | 28 | 1  | 3 | 24 | 30     | 119    | −89   | 6   | Spadek do klasy A           |              |